# 霍廷市镇
霍廷镇级市镇（烏克蘭語：Хотінська селищна громада）是乌克兰北部蘇梅州蘇梅區的镇级市镇，行政中心为霍廷。市镇面积为176.55平方公里，2018年人口数量为5,526人。该市镇成立于2016年9月12日。

## 居民点
该市镇包括一个镇（霍廷）和13个村庄。